# آرامگاه سیدان
مقبره سیدان مربوط به دوره تیموریان - دوره صفوی است و در قشم، محله لافت کهنه واقع شده و این اثر در تاریخ ۲۷ دی ۱۳۷۷ با شمارهٔ ثبت ۲۲۰۰ به‌عنوان یکی از آثار ملی ایران به ثبت رسیده است.